# Alpaida weyrauchi
Alpaida weyrauchi là một loài nhện trong họ Araneidae.
Loài này thuộc chi Alpaida. Alpaida weyrauchi được Herbert Walter Levi miêu tả năm 1988.